# Serious Crimes Unit
Die Serious Crimes Unit SCU (offizieller Name auf Deutsch: Abteilung für schwere Verbrechen) war eine von den Vereinten Nationen eingerichtete Anklagebehörde, die die Menschenrechtsverletzungen in Osttimor im Umfeld des Unabhängigkeitsreferendum von 1999 verfolgen sollte.

## Vorgeschichte
In dem Referendum von 1999 sollten die Bewohner des von Indonesien besetzten Landes entscheiden, ob sie als autonomer Teil Indonesiens weiter unter der Herrschaft Jakartas bleiben oder die volle Unabhängigkeit wollten. Trotz Einschüchterungsversuche durch Militär und Milizen entschied sich die Mehrheit für die Unabhängigkeit. Daraufhin kam es durch die indonesische Operation Donner zu einer letzten Gewaltwelle. In einem Monat wurden bei dieser massiven Militäroperation etwa 2.000 Menschen ermordet, hunderte Frauen und Mädchen vergewaltigt, drei Viertel der Bevölkerung vertrieben und 75 % der Infrastruktur des Landes zerstört.

## Arbeit
Die SCU wurde von der UNTAET, der UN-Übergangsverwaltung Osttimors, 1999 gegründet, gemäß der UN-Resolution 1272 des Weltsicherheitsrats. Sie sollte Verbrechen gegen die Menschlichkeit, Kriegsverbrechen und Einzelstraftaten, wie Mord, Folter und Vergewaltigung verfolgen, die zwischen dem 1. Januar und 25. Oktober 1999 in Osttimor begangen wurden. Alle Anklagen wurden vor die Sonderkammer des Distriktsgericht in Dili gebracht, die Special Panels for Serious Crimes (SPSC). 2000 wurde zudem ein Berufungsgericht für Urteile der SPSC aufgestellt, der Court of Appeal. Von 2002 bis 2003 gab es eine 19 Monate lange Periode, indem dieser inaktiv war, bis er vom neugegründeten Tribunal de Recurso de Timor-Leste ersetzt wurde.
In dem Gericht bestand jeweils aus einem osttimoresischer Richter und zwei ausländischen Richter. Auch nach der Unabhängigkeit Osttimors am 20. Mai 2002 arbeitete die SCU mit UN-Personal weiter unter der Autorität des osttimoresischen Generalstaatsanwalts Longuinhos Monteiro. Im November 2004 endeten die Ermittlungen durch die SCU.

## Ergebnis
Am 20. Mai 2005 beendeten SCU und SPSC ihre Arbeit in Osttimor. Die UN-gestützte Justiz hatte 391 Personen angeklagt, von denen sich jedoch 316 in Indonesien aufhielten. 87 Angeklagte, meist Mitläufer in pro-indonesischen Milizen kamen ins Gefängnis. Weil die Regierungen in Jakarta und Dili mit dem Gericht nicht zusammenarbeiten beziehungsweise das beiderseitige Verhältnis nicht belasten wollten, wurden indonesische Verantwortliche aus Verwaltung und Militär nicht zur Rechenschaft gezogen. Bei den Unruhen in Osttimor 2006 wurde das Büro der SCU verwüstet und wichtige Beweismittel gegen indonesische Beschuldigte wurden vernichtet.